# Platycheirus bimaculatus
Platycheirus bimaculatus är en tvåvingeart som först beskrevs av Roser 1840.  Platycheirus bimaculatus ingår i släktet fotblomflugor, och familjen blomflugor.
Artens utbredningsområde är Tyskland. Inga underarter finns listade i Catalogue of Life.